# Krankzinnigenwet
De krankzinnigenwet was de benaming voor twee Nederlandse wetten uit de 19e eeuw die de opname en verzorging van psychiatrische patiënten regelde. Ze werd in 1994 vervangen door de Wet bijzondere opnemingen in psychiatrische ziekenhuizen (Wet Bopz). Anno 2020 kent Nederland de wetten zorg en dwang (Wzd) en verplichte opname ggz (Wvggz).

## Menschlievend Besluit 1818
De eerste krankzinnigenwet werd voorafgegaan door een Koninklijk Besluit van koning Willem I op 11 april 1818, het "Menschlievend Besluit". Dit was het eerste document waarin met zoveel woorden werd gezegd dat de genezing van krankzinnigen het doel zou moeten zijn van de gestichten. Een van de problemen was dat legale opname van een krankzinnige eigenlijk alleen mogelijk was nadat deze onder curatele was geplaatst. Daarvoor gold echter een ingewikkelde en tijdrovende procedure.
In het algemeen bleef het bij goede voornemens, maar vanaf 1827 werden in het krankzinnigenhuis te Utrecht van prof. dr. J.L.C. Schroeder van der Kolk (1797-1862) pogingen ondernomen om het oude dolhuis om te bouwen en in organisatie te verbeteren op een zodanige wijze dat het met enig recht een geneeskundig gesticht genoemd mocht worden.

## Eerste Krankzinnigenwet 1841
De eerste Nederlandse krankzinnigenwet dateert van 29 mei 1841. In deze wet stond niet zozeer het belang van de krankzinnige, maar dat van de maatschappij centraal. Een krankzinnige kon een gevaar betekenen voor de maatschappij, de maatschappij moest dus tegen de lijder beschermd kunnen worden, maar een opname diende in een rechtsstaat uiteraard wel gebaseerd te zijn op een rechterlijke uitspraak.
Deze wet gaf de overheid onder meer de bevoegdheid om inrichtingen te sluiten wanneer ze tot verslechtering van de aandoeningen leidden. De instellingen werden gesplitst in geneeskundige gestichten en in bewaarplaatsen voor chronische, ongeneeslijke krankzinnigen. Deze laatste instellingen zouden op den duur verdwijnen. De oprichting van nieuwe bewaarplaatsen was niet toegestaan. Om in aanmerking te komen voor de kwalificatie ‘geneeskundig gesticht’ moesten de dol- en gasthuizen ingrijpend gerenoveerd worden. Ze zouden minimaal moeten beschikken over gescheiden afdelingen voor beide seksen; binnen die afdelingen diende men de patiënten in te delen in hogere stand, burgerstand en lagere stand. Voor ‘razenden en onzindelijken’ waren er, naast andere vrijheidsbeperkende maatregelen, speciale ruimten waar zij tijdelijk konden worden afgezonderd. Overigens bleven de inrichtingen wel voorzien van een degelijke omheining, opdat de patiënt niet in de verleiding zou komen om te vluchten.
De patiënt zelf, de familie, of de officier van justitie konden bij de president van de arrondissementsrechtbank een verzoek om opname indienen. Dit verzoek diende vergezeld te gaan van een ondersteunende verklaring van een zenuwarts. De president kon een voorlopige machtiging tot opname verlenen. Vervolgens moest de behandelend arts gedurende vier weken een dagelijks ziekteprotocol bijhouden, waarna de rechtbank besliste over een proefperiode van maximaal één jaar. Nadien was tweemaal een herhaling van deze machtiging mogelijk. Uiteindelijk werd de patiënt onder curatele geplaatst. Binnen dit formele raamwerk bewerkstelligde de wet belangrijke verbeteringen in de dagelijkse verzorging van de patiënten.
Het zedenkundig regime was erop gericht onrust bij de patiënten zo veel mogelijk te voorkomen en eventueel tegen te gaan. Arbeid, ontspanning en onderwijs voor patiënten vormden min of meer verplichte onderdelen van de morele of zedenkundige behandeling. Voor zover mogelijk moesten de krankzinnigen hieraan deelnemen. Immers, discipline en regelmaat waren het best voor de patiënt. Zo vergrootte hij zijn kans op genezing.
Als gevolg van de wet werd het aantal gestichten dat aan de eisen voldeed groter. Daarnaast kwam een controle op gang, welke door twee inspecteurs, een ambtenaar en een arts, werd uitgeoefend. Al spoedig na de invoering werden onvolkomenheden en lacunes ontdekt waarin de wet niet voorzag. De gerezen bezwaren overtuigden de regering van de noodzaak van een wetswijziging. Aan een Staatscommissie, waarin onder meer de inspecteurs Ramaer en Van Cappelle zitting hadden, werd opdracht gegeven deze wetswijziging voor te bereiden.

## Tweede Krankzinnigenwet 1884
Deze wet draagt de officiële naam "Wet tot regeling van het Staatstoezicht op Krankzinnigen en Krankzinnigengestichten". Eind 19e eeuw werd afschaffing van mechanische dwang een algemeen ideaal. De nieuwe krankzinnigenwet van 27 april 1884 had onder meer als doel de introductie van de no-restraintbehandeling in alle instituten te bevorderen. De wet kwam tot stand na een lang en moeizaam incubatieproces, waarin voor meerdere zwakke punten van de bestaande wet oplossingen werden gezocht. Hiertoe behoorden onder meer: problemen rond de onder curatelestelling, het plaatsgebrek voor herstelbare patiënten ten gevolge van de toevloed van chronische patiënten, de te omslachtige toelatingsprocedure voor zwakzinnigen (destijds werd zwakzinnigheid als een vorm van krankzinnigheid beschouwd).
De nieuwe wet bracht een aantal veranderingen. De provincies kregen de verantwoordelijkheid voor de aanwezigheid van voldoende verpleegplaatsen. Het bestaande staatstoezicht werd in de wet opgenomen en strekte zich voortaan ook uit tot krankzinnigen die niet in gestichten worden verpleegd. De procedures werden op enkele punten versoepeld - zo kon een verzoek tot opname uitgaande van de lijder of zijn familie voortaan via de kantonrechter worden geregeld - en er kwamen meer waarborgen tegen opnames op onjuiste gronden. Daarnaast kreeg de burgemeester de bevoegdheid iemand onmiddellijk in bewaring te stellen, wanneer er "een ernstig vermoeden bestond dat hij ten gevolge van krankzinnigheid een zo onmiddellijk dreigend gevaar opleverde voor zichzelf, voor anderen of voor de openbare orde".
Na opname moest de behandelend arts veertien dagen lang een dagelijks ziekteprotocol bijhouden. Vervolgens besliste de rechtbank op grond van een medische verklaring van de behandelend arts tot verdere opname c.q. ontslag. In het eerste geval diende gedurende het eerste halfjaar minstens wekelijks en daarna minstens maandelijks een ziekteprotocol worden bijgehouden. Een rechterlijke machtiging tot verlenging kon na een half jaar worden aangevraagd en deze werd verleend voor een periode van maximaal één jaar. Ontslag kon door het gesticht worden verleend. Wanneer een verzoek om ontslag van de kant van de patiënt of zijn familie door het gesticht werd afgewezen, dan besliste de rechtbank. Dit laatste gebeurde ook wanneer de officier van justitie ontslag verzocht en het gesticht weigerde.
Na de invoering van deze wet werden tot de Eerste Wereldoorlog 19 nieuwe gestichten opgericht. Een groeiend aantal patiënten moest onderdak krijgen. Na het aanvankelijk optimisme, bleek de nieuwe Wet ook geen waarborg voor voldoende verpleegruimte. "Het einde van het tijdperk van schromelijke overvulling der gestichten" was dan ook nog niet nabij. Teneinde toch iets aan dit chronisch plaatsgebrek te doen besloot de regering in 1895, middels een post op de begroting, het voormalig grootarsenaal te Grave tot (tweede) Rijksgesticht in te richten. In 1884 was al het Rijkskrankzinnigengesticht te Medemblik opgericht.
Er was echter een wijziging van artikel 10 (Wet van 7 december 1896, Stb. 191) voor nodig, voordat het parlement ermee instemde. Bovendien zouden ten laste van het Rijk komende patiënten kunnen worden uitbesteed aan particulieren, door middel van opname en verpleging in een pleeggezin. De mogelijkheid voor deze zogenaamde Gezinsverpleging werd, evenals het toezicht daarop, ingepast bij de wetswijziging van 15 juli 1904 (Stb. 157). Tegelijkertijd werd ook artikel 7 gewijzigd, dat tot dan had bepaald dat een woning waarin meer dan twee krankzinnigen werden verpleegd, moest worden beschouwd als een gesticht waarin geen andere zieken mochten worden verpleegd. Daardoor werd de mogelijkheid geopend voor universitair onderwijs in de psychiatrie en wetenschappelijk onderzoek in psychiatrische klinieken. Ook konden nu instellingen van liefdadigheid meer dan twee krankzinnigen gaan verplegen.
Voor andere, ook noodzakelijk geachte zaken, zoals de regeling van de zwakzinnigenverpleging, het oprichten van bewaarplaatsen 'nieuwe stijl', het optreden tegen verzorgers wegens aan het licht gekomen mishandelingen van krankzinnigen werden echter geen regelingen getroffen.
In 1929 werd de wet opnieuw veranderd. Het betrof hier de wijziging van artikel 29, waardoor de verpleegde het recht verkreeg zelf zijn ontslag uit het gesticht te verzoeken. Door deze bepaling werd voor het eerst een - zij het nog klein - recht aan de patiënt toegekend.

## Overgang naar de Wet Bopz
Herhaalde malen werd in de loop der jaren gewezen op het feit dat de wet van 1884 niet meer in overeenstemming was met de ontwikkeling van de zorg voor de psychiatrische patiënt, zowel in de inrichting als daarbuiten. Nadat in 1906 een poging tot algehele herziening van de wet was mislukt, vormde de overgang van de bemoeiingen met het krankzinnigenwezen van het ministerie van binnenlandse zaken naar dat van sociale zaken in 1947 een aanleiding voor hernieuwde activiteit op dit gebied. De door de regering in 1948 ingestelde Reorganisatiecommissie voor de Geestelijke Volksgezondheid adviseerde in 1956 opnieuw tot algehele wetsherziening. Mede door de zich in de jaren daarna snel wijzigende inzichten in de psychiatrie heeft het tot 1971 geduurd voordat door de Tweede Kamer een eerste wetsontwerp Bijzondere Opnemingen in Psychiatrische Ziekenhuizen, dat de oude Krankzinnigenwet dient te vervangen, werd aangenomen. Uiteindelijk zou het nog tot 1994 duren voordat deze wet in werking trad.

## Overgang naar de Wzd en de Wvggz
Na een lang voorbereidingstraject gingen op 1 januari 2020 de Wet zorg en dwang en de Wet verplichte opname GGZ in werking, ter vervanging van de Wet bopz. Een van de grote kritiekpunten op de bopz was dat de zorg voor mensen met dementie, of een verstandelijke beperking een hele andere praktijk kende, dan die binnen de GGZ. Door de regelgeving op te splitsen in twee verschillende wetten, tracht de overheid hieraan tegemoet te komen.